# Tamatoa II
Tamatoa II Raiatea, altrimenti noto solo come Tamatoa II (Raiatea, ... – Raiatea, 1803), è stato unificatore dell'isola di Raiatea di cui fu gran capo (ari'i rahi) sino alla propria morte nel 1803.

## Biografia
Figlio di Tautu, capo di Opoa e di sua moglie, la principessa Te-unu-ha'eha'a di Bora Bora, Tamatoa salì al potere alla morte del padre.
Partendo dall'originario distretto di Opoa del padre, riuscì ad espandere la propria influenza (anche con l'uso della forza) su altri capi locali riuscendo a proclamarsi gran capo (ari'i rahi) di tutta l'isola di Raiatea.
Morì nel 1803, lasciando a succedergli il nipote Tamatoa III dal momento che suo figlio designato erede al trono gli era premorto.

## Matrimoni e figli
Tamatoa II si sposò con Te-ao-i-na-ni'a dalla quale ebbe quattro figli maschi:
- Arapo.
- Ari'i-mao.
- Teri'i-te-moe-aehaa Ari'i Rua, gemello.
- Teri'i-ve-tearai Rofa'i, gemello e padre di Tamatoa III.[3]

## Ascendenza
|                                       |   |             | Genitori |  |  | Nonni |  |  | Bisnonni           |  |  | Trisnonni        |  |
|                                       |   |             |          |  |  |       |  |  | Ra'auri di Raiatea |  |  | Hu'ui di Raiatea |  |
|                                       |   |             |          |  |  |       |  |  | Ra'auri di Raiatea |  |  | Hu'ui di Raiatea |  |
|                                       |   | Tupu-heiva  |          |  |  |       |  |  | Ra'auri di Raiatea |  |  |                  |  |
| Tu di Raiatea                         |   |             |          |  |  |       |  |  | Ra'auri di Raiatea |  |  |                  |  |
|                                       |   | 'Are-te-moe | …        |  |  |       |  |  |                    |  |  |                  |  |
|                                       |   | 'Are-te-moe | …        |  |  |       |  |  |                    |  |  |                  |  |
|                                       |   | 'Are-te-moe | …        |  |  |       |  |  |                    |  |  |                  |  |
| Tautu di Raiatea                      |   | 'Are-te-moe |          |  |  |       |  |  |                    |  |  |                  |  |
|                                       |   | …           | …        |  |  |       |  |  |                    |  |  |                  |  |
|                                       |   | …           | …        |  |  |       |  |  |                    |  |  |                  |  |
|                                       |   | …           | …        |  |  |       |  |  |                    |  |  |                  |  |
| Pupa-'ura-i-vai-ahu di Raiatea        |   | …           |          |  |  |       |  |  |                    |  |  |                  |  |
|                                       |   | …           | …        |  |  |       |  |  |                    |  |  |                  |  |
|                                       |   | …           | …        |  |  |       |  |  |                    |  |  |                  |  |
|                                       |   | …           | …        |  |  |       |  |  |                    |  |  |                  |  |
| Tamatoa II                            |   | …           |          |  |  |       |  |  |                    |  |  |                  |  |
|                                       | … | …           |          |  |  |       |  |  |                    |  |  |                  |  |
|                                       | … | …           |          |  |  |       |  |  |                    |  |  |                  |  |
|                                       | … | …           |          |  |  |       |  |  |                    |  |  |                  |  |
| Teponuioreihana di Bora Bora          | … |             |          |  |  |       |  |  |                    |  |  |                  |  |
|                                       |   | …           | …        |  |  |       |  |  |                    |  |  |                  |  |
|                                       |   | …           | …        |  |  |       |  |  |                    |  |  |                  |  |
|                                       |   | …           | …        |  |  |       |  |  |                    |  |  |                  |  |
| Te-unu-ha'eha'a di Bora Bora          |   | …           |          |  |  |       |  |  |                    |  |  |                  |  |
|                                       |   | …           | …        |  |  |       |  |  |                    |  |  |                  |  |
|                                       |   | …           | …        |  |  |       |  |  |                    |  |  |                  |  |
|                                       |   | …           | …        |  |  |       |  |  |                    |  |  |                  |  |
| Teatuanui Iterai Mateata di Bora Bora |   | …           |          |  |  |       |  |  |                    |  |  |                  |  |
|                                       |   | …           | …        |  |  |       |  |  |                    |  |  |                  |  |
|                                       |   | …           | …        |  |  |       |  |  |                    |  |  |                  |  |
|                                       |   | …           | …        |  |  |       |  |  |                    |  |  |                  |  |
|                                       |   | …           |          |  |  |       |  |  |                    |  |  |                  |  |